# Уиттакер, Уолтер
Уо́лтер Уи́ттакер (англ. Walter Whittaker; 20 сентября 1878 — 2 июня 1917) — английский футболист, вратарь конца XIX — начала XX века. Первый главный тренер в истории валлийского клуба «Суонси Сити» (на тот момент клуб был известен под названием «Суонси Таун»).

## Карьера игрока
Уиттакер начал карьеру в клубе «Молинью» в Футбольной лиге Манчестера. Затем короткое время играл за «Бакстон», после чего вернулся в «Молинью». В феврале 1896 года перешёл в «Ньютон Хит», где заменил Уильяма Дугласа, который был продан в «Дерби Каунти». Уиттакер был одним из четырёх человек, защищавших ворота «Ньютон Хит» в сезоне 1895/96 (в их числе также был левый хавбек Уолтер Картрайт). Команда проиграла все три матча, в которых сыграл Уиттакер, который пропустил 9 мячей. По окончании сезона был продан в «Фэрфилд».
В мае 1897 года перешёл в клуб «Гримсби Таун». В сезоне 1897/98 сыграл  в 28 из 30 матчей клуба во Втором дивизионе. В мае 1898 года перешёл в клуб Южной лиги «Рединг», где провёл почти два сезона, а в феврале 1900 года вернулся в Футбольную лигу, став игроком «Блэкберн Роверс». Провёл за «Блэкберн» 52 матча в лиге, после чего в декабре 1901 года вернулся в «Гримсби Таун», который вышел в Первый дивизион. По итогам сезона 1901/02 клуб едва избежал вылета во Второй дивизион, однако уже по итогам следующего сезона выбыл из высшей лиги. Уиттакер провёл за «Гримсби Таун» 47 матчей в лиге за эти два сезона.
В 1903 году перешёл в «Дерби Каунти», где был запасным вратарём в сезоне 1903/04, сыграв 12 из 34 матчей чемпионата. В мае 1904 года перешёл в клуб Южной лиги «Брентфорд». Проведя два сезона в «Брентфорде», Уиттакер вернулся в «Рединг», где провёл сезон 1906/07. В 1907 году перешёл в клуб Второго дивизиона «Клэптон Ориент», за который выступал ещё три года, проведя 90 матчей в лиге и 6 — в Кубке Англии. В июле 1910 года перешёл в клуб Южной лиги «Эксетер Сити», где провёл ещё два сезона.

## Тренерская карьера
В июле 1912 года Уиттакер был назначен первым главным тренером в истории валлийского клуба «Суонси Таун», который был приглашён во Второй дивизион Южной лиги. Уиттакер не завершал карьеру как игрок, поэтому в «Суонси» он был играющим тренером. В свой первый сезон в составе валлийского клуба он выиграл Кубок Уэльса и занял с командой 3-е место в чемпионате. В 1914 году ушёл из «Суонси», после чего стал играющим тренером в другом валлийском клубе, «Лланелли». Однако в этом же году все официальные турниры были прерваны в связи с началом войны.

## Смерть
Уиттакер умер от пневмонии в июне 1917 года в возрасте 38 лет.

## Достижения
Суонси Сити
- Обладатель Кубка Уэльса: 1912/13[2]